# IC 1388
IC 1388 је спирална галаксија у сазвјежђу Водолија која се налази на листи објеката дубоког неба у Индекс каталогу.
Деклинација објекта је - 0° 37' 51" а ректасцензија 21h 29m 52,1s. Привидна величина (магнитуда) објекта IC 1388 износи 14,2 а фотографска магнитуда 15,0. IC 1388 је још познат и под ознакама MCG 0-54-27, CGCG 375-46, ARAK 548, NPM1G -00.0561, PGC 66857.